# Пічинча (провінція)
Провінція Пічинча (ісп. Provincia de Pichincha) — провінція Еквадору, розташована в Еквадорських Андах.
Населення провінції — 2,6 млн мешканців, близько 75 % яких проживають у столиці провінції та країни Кіто. Провінція поділяється на 8 кантонів, 9 кантон (Санто-Домінґо-де-лос-Цачилас), що раніше належав до провінції Пічинча, був виділений у окрему провінцію в 2008 році.

## Географія
Східну частину провінції займають Анди, західна частина — знаходиться в прибережній зоні. Найвища точка — вулкан Каямбе (5790 м). Клімат залежить від висоти і варіюється від тропічного в передгір'ях до помірного, високо в Андах. Рослинність представлена сельвою і гірськими степами.

## Адміністративний поділ

Кантони провінції Пічинча.

В адміністративному відношенні провінція складається з 8 кантонів:
| № | Прапор | Кантон                                              | Населення, чел. (2010) | Адміністративний центр                              |
| - | ------ | --------------------------------------------------- | ---------------------- | --------------------------------------------------- |
| 1 |        | Каямбе (Cayambe)                                    | 85 795                 | Каямбе (Cayambe)                                    |
| 2 |        | Мехія (Mejía)                                       | 81 335                 | Мачачи (Machachi)                                   |
| 3 |        | Педро-Монкайо (Pedro Moncayo)                       | 33 172                 | Табакундо (Tabacundo)                               |
| 4 |        | Педро-Вісенте-Мальдонадо (Pedro Vicente Maldonado)  | 12 924                 | Педро-Вісенте-Мальдонадо (Pedro Vicente Maldonado)  |
| 5 |        | Пуерто-Кіто (Puerto Quito)                          | 20 445                 | Пуерто-Кіто (Puerto Quito)                          |
| 6 |        | Кіто (Quito)                                        | 2 239 191              | Кіто (Quito)                                        |
| 7 |        | Руміньяуї (Rumiñahui)                               | 85 852                 | Санголькі (Sangolquí)                               |
| 8 |        | Сан-Мігель-де-Лос-Банкос (San Miguel de Los Bancos) | 17 573                 | Сан-Мігель-де-Лос-Банкос (San Miguel de Los Bancos) |

| Еквадор | Це незавершена стаття з географії Еквадору. Ви можете допомогти проєкту, виправивши або дописавши її. |